# Det norske språk- og litteraturselskap
Det norske språk- og litteraturselskap (NSL) – deutsch: Die Norwegische Sprach- und Literaturgesellschaft – ist ein norwegischer Verein, dessen Ziel es ist, „Werke von besonderem Wert für die norwegische Sprache, Literatur, Kultur, Wissenschaft und Geschichte nach wissenschaftlichen Grundsätzen zu veröffentlichen.“ Es wurden etwa 40 Publikationen in Papierform herausgegeben, wobei die von Vereinsmitgliedern nach philologischen Standards erstellten kritischen Ausgaben von fremden Verlagen gedruckt und vermarktet wurden. Seit 2010 werden die Texte (inzwischen weitere 40) nur mehr digital erstellt und auf der Website des Vereins www.bokselskap.no zur Online-Ansicht und zum Download angeboten.
Die NSL wurde 1953 von Ragnvald Iversen, Francis Bull und Didrik Arup Seip gegründet und hatte 2024 rund 80 Mitglieder. Der Verein wurde bis 1987 vom Almennvitenskapelige forskningsråd (NAVF, heute: Norges forskningsråd – Norwegischer Forschungsrat) finanziell unterstützt. Seit 2013 besteht eine Kooperation mit der Nasjonalbiblioteket, die den Verein mit Sachleistungen unterstützt.

## Geschichte

### Gründung
Die Initiative zur Vereinsgründung ging von Ragnvald Iversen, Professor für Nordistik in Trondheim, aus. Schon 1951 wandte er sich an Francis Bull und Didrik Arup Seip, die jeweils angesehensten Vertreter ihrer Wissenschaft (Literatur- bzw. Sprachwissenschaft), die sich außerdem durch ihre unbeugsame Haltung in deutschen Gefängnissen der Besatzungszeit moralische Autorität erworben hatten.S. 1
An der Gründungsversammlung der NSL am 30. November 1953 nahmen 18 Personen teil, bestens ausgewogen nach den Wissenschaften, nämlich je 8 Literatur- bzw. Sprachwissenschaftler, dazu zwei Universitätsbibliothekare – aber nicht ausgewogen nach Sprache und Geschlecht. 15 Vertretern des Bokmål standen nur 3 Vertreter des Nynorsk gegenüber. „Die Tatsache, dass sich unter den achtzehn Gründern nur eine Frau befand, spiegelt das alte Geschlechterrollenmuster mit sehr wenigen hochqualifizierten Frauen in der Wissenschaft wider.“S. 3 Francis Bull wurde zum Vorsitzenden gewählt, Ragnvald Iversen zu seinem Stellvertreter, und die einzige Frau (Solveig Tunold, Bibliothekar neben Øyvind Anker) zur Sekretärin.

### Finanzierung

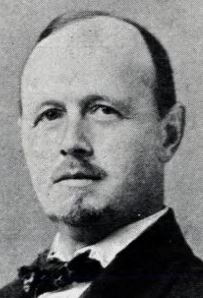
Ragnvald Iversen (1882–1960), Foto circa 1930

„Bis 1987 war Norges almenvitenskapelige forskningsråd (Norwegischer Rat für allgemeinwissenschaftliche Forschung) die wichtigste finanzielle Grundlage für die Aktivitäten des Vereins, und der NAVF fühlte sich in gewisser Weise für den Verein verantwortlich.“S. 8 Der Forschungsrat betrachtete den NSL als Tochterunternehmen (was er nie war) und brachte dies auch gegenüber Dritten wie z. B. dem Norsk kulturråd zum Ausdruck. Für jede Veröffentlichung konnte der NSL nahezu sicher mit finanzieller Unterstützung rechnen. „Die Beträge waren nicht allzu hoch, in der Regel zwischen 10.000 und 20.000 NOK, manchmal bis zu 50.000 NOK. […] Insgesamt hat der NAVF dem Verein bis zu 1 Million NOK gewährt. Seit 1987 hat der norwegische Forschungsrat unserem Unternehmen keine Mittel mehr gewährt.“S. 9
Es gab noch weitere Unterstützer: Vom norwegischen Zweig der Letterstedtska Föreningen kam seit 1964 ein jährlicher, allmählich steigender Zuschuss, der 2003 10.000 NOK betrug bzw. auflaufend rund 200.000 NOK. Die Humanitære stiftelse von Anders Jahre steuerte seit 1990 jährlich 50–70.000 NOK bei. Ungewöhnlich hoch waren die Zuschüsse der Stiftung Fritt Ord: 1990 262.500 NOK, 1997 1 Million NOK. „Dies veränderte die finanzielle Situation der Gesellschaft grundlegend.“S. 9

### Digitalisierung
Die Umstellung auf rein digitale Ausgaben im Jahre 2010 bedeutete eine große Zäsur in der Geschichte der Gesellschaft. Kooperationspartner in diesem Projekt der NSL sind u. a. die Universität Oslo, die norwegische Nationalbibliothek, und die Ibsenausgabe (HIS). Auf der Website www.bokselskap.no werden außer den neuen auch digitalisierte alte Ausgaben bereitgestellt, sowie Texte, die von Kooperationspartnern zur Verfügung gestellt wurden. „Die Texte wurden überwiegend in TEI gespeichert; sie lassen sich als HTML-Dateien direkt im Webbrowser lesen, aber auch als PDFs auf die Festplatte herunterladen, ebenso als ePub-Dateien für Tablet PCs, Mobiltelefone und ähnliche Plattformen.“
Wie sehr der Wegfall von Druck und Vertrieb die Aktivitäten der NSL beflügelt hat, ist daran ablesbar, dass in den knapp sechzig Jahren bis 2009 vierzig Veröffentlichungen auf Papier erschienen sind, und die gleiche Anzahl von digitalen Veröffentlichungen in den nur fünfzehn Jahren danach. Die NSL arbeitet daran, sämtliche früheren Veröffentlichungen nachträglich zu digitalisieren.
Seit Januar 2013 hat sich die Zusammenarbeit der NSL mit der Nationalbibliothek vertieft, indem der Redakteur von bokselskap.no bei der Nationalbibliothek angestellt ist.

## Organisation

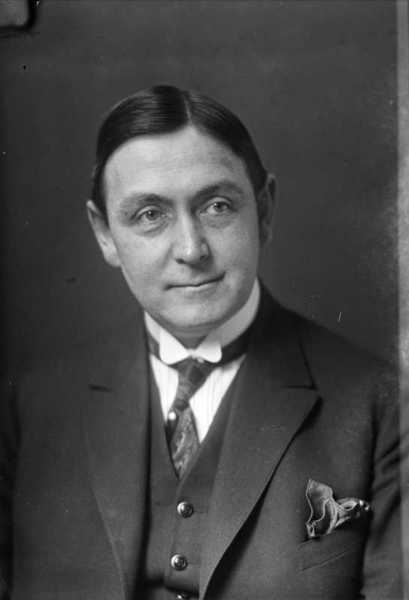
Francis Bull (1887–1974), Foto 1925

Vorbilder für die NSL waren die schwedischen Literaturgesellschaften Svenska Litteratursällskapet (gegründet 1880) und Svenska litteratursällskapet i Finland (gegründet 1885).
In ihrem Statut stellt die Gesellschaft hohe Ansprüche an sich und ihre Mitglieder (Fassung von 2003)S. 4:
§ 1 Der Zweck von Det norske språk- og litteraturselskap ist die Veröffentlichung von Werken, die für die norwegische Sprach- und Literaturforschung von besonderem Wert sind, nach wissenschaftlichen Grundsätzen.
§ 2 Die Mitgliedschaft steht aktiv arbeitenden Forschern und Herausgebern auf dem Gebiet der Literatur- und Sprachwissenschaft offen.
§ 3 Vorschläge für die Aufnahme neuer Mitglieder werden dem Vorstand unterbreitet und auf der jährlichen Versammlung der Gesellschaft, die im April oder Mai stattfindet, geprüft. Die Wahl wird mit einfacher Mehrheit der abgegebenen Stimmen entschieden. Im Falle der Abwesenheit kann die Stimme schriftlich abgegeben werden.
In den weiteren Punkten wird festgelegt, dass die Jahresversammlung auf Vorschlag des Vorstandes darüber entscheidet, welche Texte und von welchem Mitglied herausgegeben werden sollen. Der Herausgeber wird durch ein weiteres Mitglied betreut; dieser Mentor wird vom Vorstand bestimmt.
Der Vorstand, bestehend aus einem Vorsitzenden und drei weiteren Mitgliedern, wird von der Jahresversammlung für zwei Jahre gewählt. Die Jahresversammlung wählt außerdem einen Rechnungsprüfer und einen dreiköpfigen Nominierungsausschuss (der Vorschläge für die Wahl des Vorstandes erstellt). Der Sekretær (Schriftführer) wird vom Vorstand ernannt und hat in den Vorstandssitzungen Rede- und Antragsrecht, aber kein Stimmrecht. Er hatte in der Vergangenheit immer einen die rein rechtliche Ausstattung seines Amtes übersteigenden Einfluss auf die Vereinstätigkeiten.
Seit 1982 werden die Teilnehmer der Jahresversammlung „zu einem gemütlichen Beisammensein in der UB-Kantine eingeladen, bei dem es Kaffee und belegte Brötchen“ gibt, eine „Tradition, die sich sehr positiv auf die jährlichen Treffen ausgewirkt hat; seither liegt die Teilnehmerzahl in der Regel bei 15 bis 20.“S. 30 Anlässlich der Jahresversammlung wird auch ein Vortrag gehalten, der meist ein Thema des Buchwesens oder der Verlagspraxis behandelt.

## Arbeitsweise

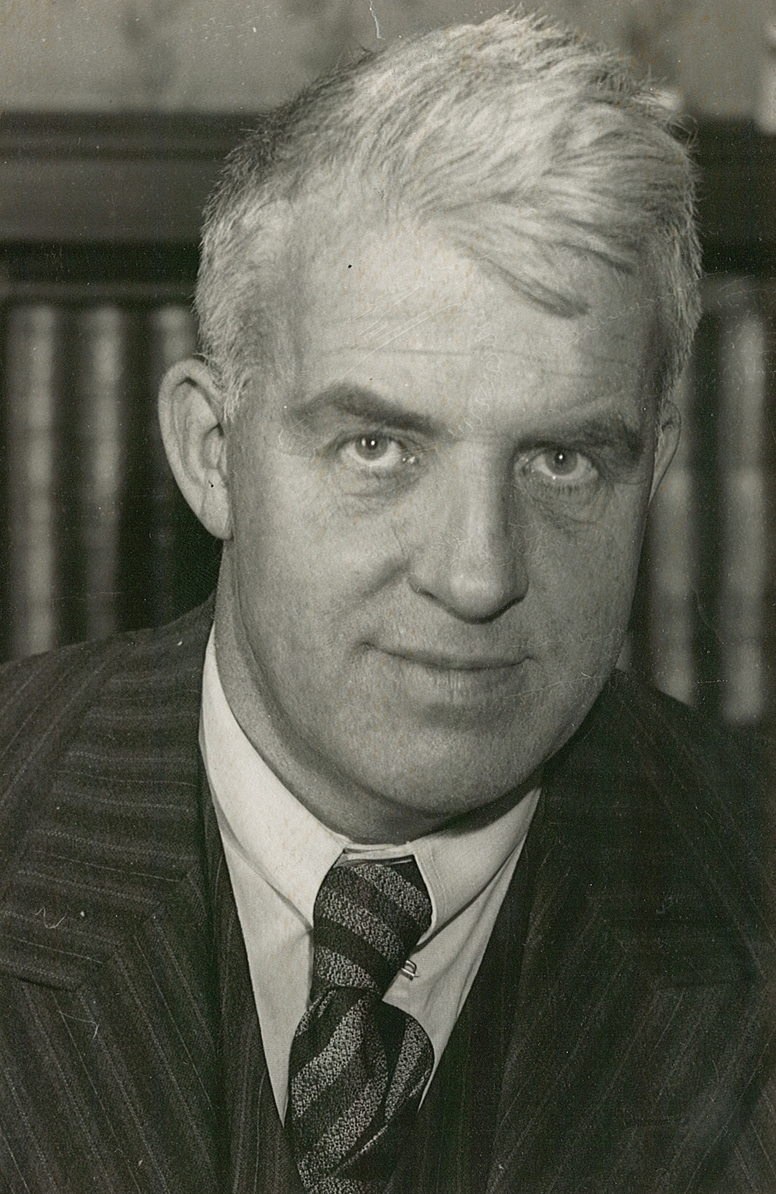
Didrik Arup Seip (1884–1963), Foto circa 1940

„Ziel der NSL ist es, sowohl dem normalen Leser als auch der Forschung zuverlässige, wissenschaftliche Ausgaben des schriftlichen Kulturerbes des Landes anzubieten. Die Bücher werden nach wissenschaftlichen Grundsätzen herausgegeben, die auf linguistischen Untersuchungen und Kommentaren beruhen.“
Trotz der Gleichwertigkeit von Sprache und Literatur im Namen der Gesellschaft und in der Anzahl ihrer Gründungsmitglieder „gab es nie eine Gleichwertigkeit zwischen den beiden Bereichen, was den Aufwand oder den Output angeht.“S. 24 Der Verein befasste sich fast nur mit der Herausgabe literarischer Werke; nur einige Veröffentlichungen waren rein sprachwissenschaftlich. Dies erklärt sich zum Teil dadurch, dass die Klassiker der norwegischen Linguistik (z. B. Ivar Aasen oder Knud Knudsen) bereits veröffentlicht waren, während die literarischen Texte von der Wissenschaft vernachlässigt worden waren. „Die Universitäten hatten sich des Altnordischen sowie der klassischen Philologie angenommen, jedoch nicht der Texte der neueren Zeit; der Großteil der textkritischen Ausgaben erschien nun bei der NSL.“S. 318
Die Entscheidung der Jahresversammlung der NSL über die Herausgabe eines Textes erfolgt gewöhnlich auf Vorschlag eines Mitglieds. Dieses Auswahlverfahren hat die Editionsprogramm abhängig von den Interessensgebieten der Mitglieder gemacht. Dazu passt, „dass die Editionsarbeit außerhalb der normalen Arbeit oder im Rahmen von allenfalls vorhandener Zeit für Forschung geschehen muss. Für die Anstellung von Herausgebern stehen keine finanziellen Mittel zur Verfügung.“S. 135 Die NSL hat nur einen angestellten Mitarbeiter.
„Bislang nicht ediertes Material ist offensichtlich auf größeres Interesse gestoßen, als bereits bekannte Texte in zuverlässiger, wissenschaftlicher Form zu präsentieren. Dies mag einer der Gründe dafür sein, dass ältere Dialektbeschreibungen, unzugängliche religiöse und andere Schriften des Barock ebenso wie Mittelalterhandschriften neben den Briefsammlungen einen zentralen Platz einnehmen.“S. 319
Erst in den 1990er Jahren begann die NSL mit der Ausgabe von Werken, die bis dato lediglich in mangelhaften oder unzugänglichen Ausgaben vorgelegen hatten. Die Welhaven-Ausgabe von 1991 enthielt bereits bekanntes, aber nun erstmals wissenschaftlich editiertes Material; sie war sowohl vom Umfang her als auch finanziell das bis dahin größte Projekt der NSL.
„Einzelne Ausgaben der NSL sind offenkundig Teil des Projekts des nationalen Aufbaus; sie präsentieren vergessene Literatur, die für norwegische Verhältnisse auf irgendeine Weise als bedeutsam erachtet wird: Tagebücher, Erinnerungen und Briefmaterial bedeutender Männer und/oder Werke, die die Zeit um 1814, dem Geburtsjahr der norwegischen Verfassung, oder das Jahr der Unionsauflösung 1905 beleuchten.“S. 320
Solange gedruckte Ausgaben herausgegeben wurden, war die NSL auf die Mitwirkung eines Verlages angewiesen, der den Druck und die Vermarktung in Eigenverantwortung übernahm und einen allfälligen Gewinn behielt. Die NSL erhielt nur eine gewisse Anzahl von Freiexemplaren. Da die Verlage nicht immer bereit waren, die Bücher über längere Zeit auf Lager zu halten, musste der Verein immer wieder einspringen und Exemplare retten, die sonst als Makulatur eingestampft worden wären. Da die NSL keinen eigenen Lagerraum hatte, wurde mit Hilfe von Freunden und Bekannten improvisiert.S. 136
Die vorhersehbar hohen Druckkosten führten oft zur Verzögerung oder zum Abbruch eines Projekts. So wurde die Ausgabe der Briefe von Jonas Lie bereits in den 1950er Jahren von Øyvind Anker vorbereitet, aber 1964 abgebrochen. 1980 setzte Ankers Kollegin in der UB Anne Grete Holm-Olsen die Arbeit fort, die erst 2009 zur Veröffentlichung führte.S. 320

## Übersichten
Quelle: S. 2–3, 5
Gründungsmitglieder
- Leiv Amundsen
- Øyvind Anker
- Harald Beyer
- Francis Bull
- Ragnvald Iversen
- Alfred Jakobsen
- Trygve Knudsen
- Sigurd Kolsrud
- Hans Midbø
- Harald Noreng
- Didrik Arup Seip
- Sigmund Skard
- Vemund Skard
- Paulus Svendsen
- Mikjel Sørlie
- Solveig Tunold
- Kristen Valkner
- Andreas Winsnes

| Name                  | Von  | Bis  |
| --------------------- | ---- | ---- |
| Francis Bull          | 1953 | 1964 |
| Paulus Svendsen       | 1964 | 1976 |
| Edvard Beyer          | 1977 | 1979 |
| Gerhard Munthe        | 1980 | 1993 |
| Anne Grete Holm-Olsen | 1994 | 1996 |
| Erik Egeberg          | 1996 | 1997 |
| Arne Hannevik         | 1998 | 2000 |

| Name                  | Von  | Bis  |
| --------------------- | ---- | ---- |
| Solveig Tunold        | 1953 | 1969 |
| Øyvind Anker          | 1969 | 1979 |
| Anne Grete Holm-Olsen | 1979 | 1994 |
| Tone Modalsli         | 1994 | 1998 |

| Jahr | Anzahl |
| ---- | ------ |
| 1953 | 18     |
| 1960 | 20     |
| 1970 | 23     |
| 1980 | 24     |
| 1990 | 31     |
| 2000 | 44     |
| 2012 | 72     |
| 2024 | 80     |

## Veröffentlichungen der NSL
(Auswahl. Quelle und komplette Liste: )

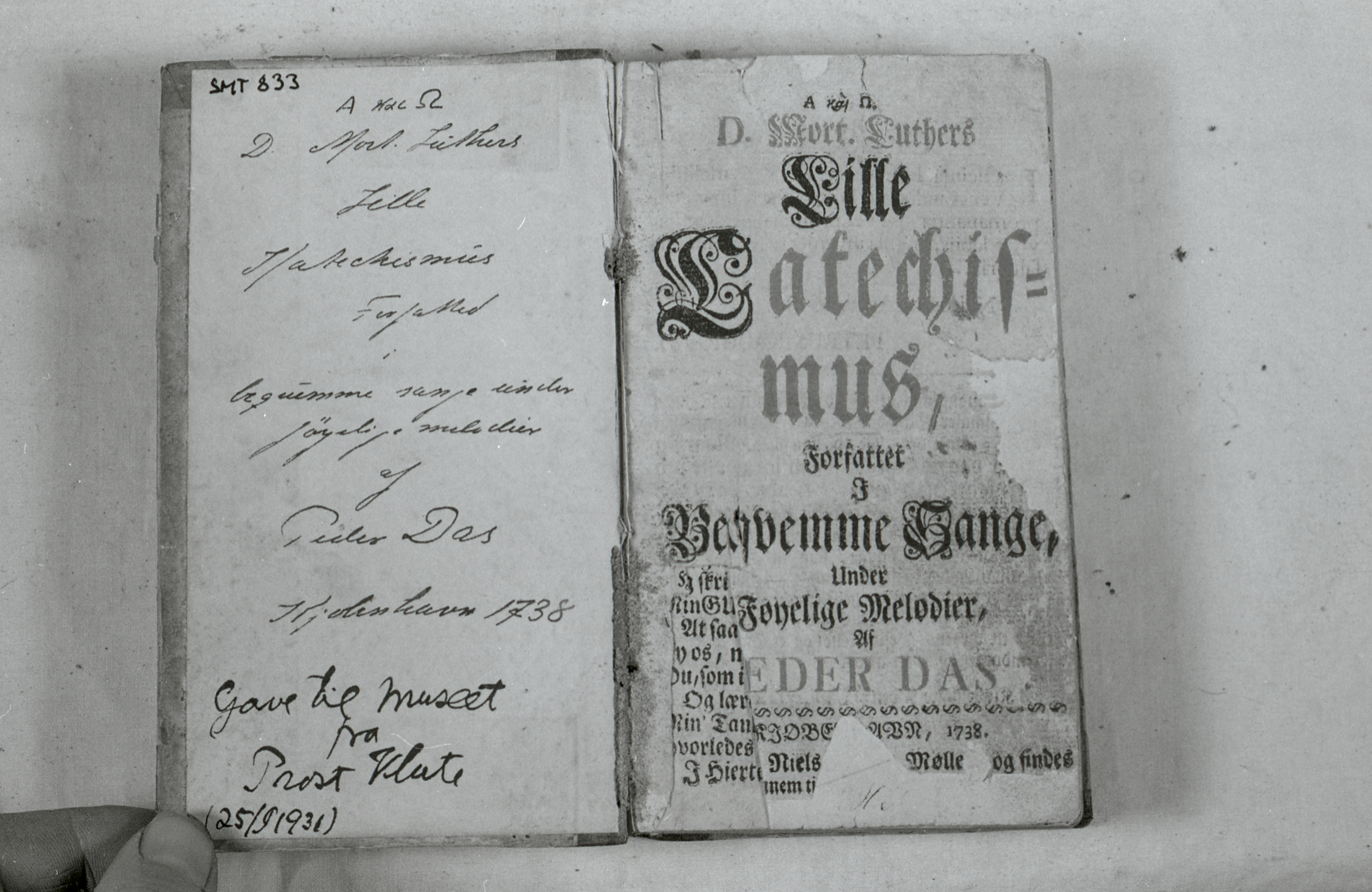
Petter Dass: D. Mart. Luthers Lille Catechismus, Forfattet I Beqvemme Sange Under Føyelige Melodier. Niels Hansen Møller, Kopenhagen 1738. Kritische Ausgabe durch NSL 2013

- Eit gammalt utdrag or Bergsbok. Forteljingar frå dei store kongesogene om Olav Tryggveson og Olav den heilage. (Ein alter Auszug aus Bergsbok. Geschichten aus den großen Königssagas über Olav Tryggveson und Olav den Heiligen) (Isländisches Manuskript aus dem 13. Jahrhundert.) Hrsg. Asgaut Steinnes. Universitetsforlaget, Oslo 1965. (Digitale Ausgabe)
- Absalon Pederssøn Beyer: Absalon Pederssøns dagbok. 1552–1572. Hrsg. Ragnvald Iversen. Universitetsforlaget, Oslo 1963. (Digitale Ausgabe)
- Bjørnstjerne Bjørnson: Brevveksling med danske 1854–1874. (Korrespondenz mit den Dänen 1854–1874.) Hrsg. Øyvind Anker, Francis Bull, Torben Nielsen. Gyldendalske Boghandel und Gyldendal, Kopenhagen und Oslo. (Digitale Ausgabe)
  - Band 1. 1854–1863. 1970.
  - Band 2. 1864–1869. 1972.
  - Band 3. 1870–1874. 1974.
- Sophus Bugge: Sophus Bugges brev. Hrsg. Kristoffer Kruken. Alvheim & Eide akademisk forlag, Oslo 2004.
  - Band 1. 1855–1880.
  - Band 2. 1881–1896.
  - Band 3. 1897–1907.
- Francis Bull: Bibliografi over Francis Bulls skrifter. Hrsg. Jorunn Gule. Universitetsbiblioteket i Tromsø (serie Ravnetrykk), Tromsø.
- Johan Nordahl Brun: Einer Tambeskielver. Hrsg. Ellen Nessheim Wiger. Aschehoug forlag, Oslo 2002. (Digitale Ausgabe) (Erster Band der klassikerserie der NSL.)
- Norsk bygdemålsdiktning før ca. 1814. (Norwegische volkstümliche Dichtung vor ca. 1814.) Hrsg. Kjell Venås. Det Norske Samlaget, Oslo 1989.
- Camilla Collett: Amtmandens Døttre. (Die Grafentöchter.) 2013.
  - Version von 1854/1855: Hrsg. Kristin Ørjasæter und Ellen Nessheim Wiger. (Digitale Ausgabe)
  - Version von 1879: Hrsg. Gry Berg, Liv Kalveland und Ellen Nessheim Wiger. (Digitale Ausgabe)
- Petter Dass: Katekismesanger: D. Mart: Luthers Lille Catechismus, Forfatted I beqvemme Sange, under føyelige Melodier. (Katechismus-Lieder. Dr. Martin Luthers Kleiner Katechismus, komponiert in geschickten Liedern unter sanften Melodien.) (1. Ausgabe, Kopenhagen 1715.) Hrsg. Jon Haarberg. 2013. (Digitale Ausgabe)
- Bernhard Dunker: Breve til A. F. Krieger. Hrsg. Øyvind Anker. J. W Cappelen forlag, Oslo 1960. (Digitale Version NB).
- Dorothe Engelbretsdatter: Samlede skrifter. 2 bind. Hrsg. Kristen Valkner. Aschehoug, Oslo.
  - Band 1: Siælens Sang-Offer. (Sangesopfer der Seele.) 1955. (Digitale Ausgabe)
  - Band 2: Taare-Offer. Siste Sanger. Viser og Rimbrev. (Tränenopfer. Neueste Lieder. Melodien und Reime.) 1956. (Digitale Ausgabe)
- Claus Fasting: Samlede skrifter. 3 Bände. Hrsg. Sverre Flugsrud. Alvheim og Eide Akademisk forlag, Oslo. 1963 bzw. 1968 bzw. 1979. (Digitale Auswahl-Ausgabe)
- Arne Garborg: Bondestudentar. (Bauernstudenten.) Hrsg. Gudleiv Bø. 2024. (Digitale Ausgabe)

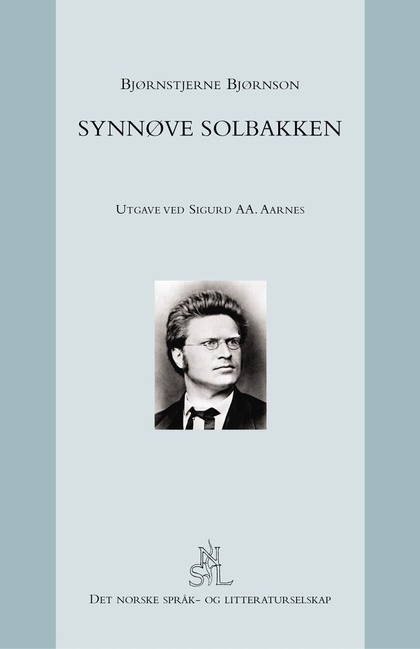
Bjørnstjerne Bjørnson: Synnøve Solbakken. Ausgabe der NSL

- Hamarkrøniken. (Anonyme Chronik Hamars aus dem 16. Jahrhundert. Erstdruck 1774.) Hrsg. Egil Pettersen. Alvheim og Eide Akademisk forlag, Oslo 1986. (Digitale Ausgabe)
- Knut Hamsun: Sult. (Hunger.) Hrsg. Frode Lerum Boasson und Ståle Dingstad. 2023. (Digitale Ausgabe)
- Alexander L. Kielland: Brev 1869–1906. 4 Bände. Hrsg. Johs. Lunde. Gyldendal, Oslo. (Digitale Ausgabe)
  - Band 1: 1869–1883. 1978.
  - Band 2: 1884–1889. 1978.
  - Band 3: 1890–1899. 1980.
  - Band 4: 1900–1906. 1981.
- Jonas Lie: Brev. Hrsg. Anne Grete Holm-Olsen. Novus forlag, Oslo 2009.
- Fredrikke Nielsen: Minnen från min barndom och mina första ungdomsår. (Erinnerungen an meine Kindheit und frühe Jugendzeit.) Hrsg. Harald Noreng. Novus forlag, Oslo 1998.
- Sigbjørn Obstfelder: Brev. Hrsg. Arne Hannevik. Gyldendal, Oslo 1966. (Digitale Ausgabe)
- Claus Pavels: Dagbog 1814. Hrsg. Espen S. Ore. 2015. (Digitale Ausgabe)
- Frederik Schmidt: Provst Frederik Schmidts Dagbøker. Hrsg. Ole Jacobsen und Johanne Brandt-Nielsen. G. E. C. GAD, Kopenhagen.
  - Band 1. 1794–1814. 1966.
  - Band 2. 1817–1819. 1969.
  - Band 3. Kommentar. Efterskrift. Personregister. 1985.
- Amalie und Erik Skram: Elskede Amalie. Brevene mellom Amalie og Erik Skram. (Geliebte Amalie. Briefe zwischen Amalie und Erik Skram.) Hrsg. Janet Garton. Gyldendal, Oslo 2002. (Digitale Ausgabe)
  - Band 1. Forord. Innledning. 1882–1883.
  - Band 2. 1883–1888.
  - Band 3. 1889-1902. Slektstavler. Ordliste. Biografier. Registre.
- Mattis Størssøn († 1569): Den norske krønike. (Die norwegische Chronik.) Hrsg. Mikjel Sørlie. Universitetsforlaget, Oslo 1962.
- Magdalene Thoresen: Billeder fra Midnatsolens Land. (Bilder aus dem Land der Mitternachtssonne.) Hrsg. Jorunn Hareide. 2015. (Digitale Ausgabe)
- Christian Braunmann Tullin: Samtlige skrifter. 3 Bände Hrsg. Harald Noreng. Gyldendal, Oslo. (Digitale Auswahl-Ausgabe)
  - Band 1. Poetiske skrifter. 1972.
  - Band 2. Prosa. Taler og artikler. 1976.
  - Band 3. Prosa. Artikler, brev og andre aktstykker. 1976.
- Sigrid Undset: Husfrue. (Eine Hausfrau.) Hrsg. Aasta Marie Bjorvand Bjørkøy, Nina Marie Evensen, Jon Haarberg, Trine Ottosen, Anne Birgitte Rønning und Ellen Nessheim Wiger. 2023. (Digitale Ausgabe)
- Aasmund Olavsson Vinje: Korrespondentbrev til Drammens Tidende 1851–1859. Hrsg. Nina Marie Evensen und Jon Haarberg. (Digitale Ausgabe)
- Johan Sebastian Welhaven: Samlede verker. 5 Bände. Hrsg. Ingard Hauge. Universitetsforlaget, Oslo. (Digitale Auswahl-Ausgabe der Gedichte)
  - Band 1. Dikt. 1990.
  - Band 2. Dikt. 1990.
  - Band 3. Prosa. 1991.
  - Band 4. Prosa. 1992.
  - Band 5. Brev. 1992.
- Johan Herman Wessel: Kierlighed uden Strømper. Et Sørge-Spil i Fem Optog. (Liebe ohne Socken. Ein Trauerspiel in fünf Akten.) Hrsg. Henrik Blicher. 2020. (Digitale Ausgabe)